# Chilensk rodeo
Den chilenske rodeo er en rytteridræt, som praktiseres i Chile, hvor den bliver betragtet som nationalsport. 
I Chile er sporten blevet udøvet i over 400 år og i 1962 erklærede formand Jorge Alessandri Rodriguez den som nationalsport. 
Sporten går ud på, at to ryttere (huasos) på chilenske heste skal stoppe en tyr indenfor et halvmåneformet område (rodeostadion). Denne sport er meget populær og udøves hovedsagelig i landdistrikter i den sydlige del af landet.